# Comuna Braniștea, Galați
Braniștea este o comună în județul Galați, Moldova, România, formată din satele Braniștea (reședința), Lozova, Traian și Vasile Alecsandri. Se află în Câmpia Covurlui; lângă Siret; și la o altitudine de 11 m deasupra nivelului mării. Are o suprafață de 52,71 km². Populația este de 3.956 locuitori, determinată în 1 decembrie 2021, prin recensământ, chestionar.

## Așezare
Comuna se află în marginea sudică a județului, la limita cu județul Brăila, în Câmpia Covurlui, pe malul stâng al Siretului. Este străbătută de șoseaua națională DN25, care leagă Galațiul de Tecuci. La Braniștea, din acest drum se ramifică șoseaua județeană DJ251L, care duce spre nord la Schela. Prin comună trece și calea ferată Galați-Tecuci, pe care este deservită de haltele Braniștea și Vasile Alecsandri.

## Istorie
La sfârșitul secolului al XIX-lea, comuna făcea parte din plasa Siretul a județului Covurlui, și era formată din satele Braniștea, Traian, Șerbeștii Vechi și Lozova, având în total 1423 de locuitori ce trăiau în 353 de case. În comună existau trei biserici, o școală de băieți cu 69 de elevi și una de fete cu 19 eleve (ambele la Braniștea). Anuarul Socec din 1925 consemnează comuna în plasa Pechea a aceluiași județ, având 2110 locuitori în aceleași sate, plus satul Vasile Alecsandri, preluat de la comuna Independența. Satul Șerbeștii Vechi a trecut la comuna Șendreni în 1931.
În 1950, comuna a fost arondată raionului Galați din regiunea Galați, iar în 1968 a trecut la județul Galați.

## Monumente istorice
O parte din valul lui Traian, sit arheologic de interes național de pe teritoriul mai multor comune, se află și în zona satului Traian din comuna Braniștea.

## Demografie
Componența etnică a comunei Braniștea
     Români (92,44%)
     Alte etnii (0,15%)
     Necunoscută (7,41%)
Componența confesională a comunei Braniștea
     Ortodocși (90,87%)
     Alte religii (1,29%)
     Necunoscută (7,84%)
Conform recensământului efectuat în 2021, populația comunei Braniștea se ridică la 3.956 de locuitori, în scădere față de recensământul anterior din 2011, când fuseseră înregistrați 3.972 de locuitori. Majoritatea locuitorilor sunt români (92,44%), iar pentru 7,41% nu se cunoaște apartenența etnică. Din punct de vedere confesional, majoritatea locuitorilor sunt ortodocși (90,87%), iar pentru 7,84% nu se cunoaște apartenența confesională.

## Politică și administrație
Comuna Braniștea este administrată de un primar și un consiliu local compus din 13 consilieri. Primarul, Grigore-Iulian Dumbravă[*], de la Partidul Social Democrat, este în funcție din 1 noiembrie 2024. Începând cu alegerile locale din 2024, consiliul local are următoarea componență pe partide politice:
|  | Partid                          | Consilieri | Componența Consiliului | Componența Consiliului | Componența Consiliului | Componența Consiliului | Componența Consiliului | Componența Consiliului | Componența Consiliului |
|  | ------------------------------- | ---------- | ---------------------- | ---------------------- | ---------------------- | ---------------------- | ---------------------- | ---------------------- | ---------------------- |
|  | Partidul Social Democrat        | 7          |                        |                        |                        |                        |                        |                        |                        |
|  | Partidul Național Liberal       | 4          |                        |                        |                        |                        |                        |                        |                        |
|  | Alianța pentru Unirea Românilor | 1          |                        |                        |                        |                        |                        |                        |                        |
|  | Alianța Dreapta Unită           | 1          |                        |                        |                        |                        |                        |                        |                        |